# Nicholas Seagrave, 1. Baron Seagrave
Nicholas Seagrave, 1. Baron Seagrave (auch Segrave) (* um 1238; † vor 12. November 1295) war ein englischer Rebell, Adliger und Militär.

## Herkunft und Erbe
Nicholas of Seagrave war ein Sohn des Richters Gilbert of Seagrave und von dessen Frau Amabilia. Über seine Mutter wurde er schließlich der einzige Erbe seines Großvaters Robert of Chalcombe, über seinen Vater war er ein Enkel des Justiciars Stephen of Seagrave. Sein Vater starb bereits 1254 in Gefangenschaft in Frankreich. Seine Mutter erhielt von den Besitzungen ihres Mannes ein Wittum, sie heiratete später Roger de Somery. Da Nicholas noch minderjährig war, wurde der Thronfolger Lord Eduard sein Vormund und der Verwalter seines Erbes. Im März 1257 wird Nicholas als Schildknappe in Windsor Castle erwähnt. Am 18. April 1258 zahlte er eine Gebühr von 300 Mark (£ 200), und nachdem er dem König gehuldigt hatte, durfte er das Erbe seines Vaters antreten, das umfangreiche Besitzungen in Leicestershire und anderen Teilen Englands umfasste. 

## Wechsel von der Partei des Königs zur Adelsopposition im Krieg der Barone
Seagrave war noch zu jung, um zu Beginn der Rebellion der Barone 1258 eine Rolle zu spielen. Im Frühjahr 1259 unternahm er eine Wallfahrt nach Pontigny in Frankreich. Am 28. Oktober gehörte er zum Gefolge von König Heinrich III., als dieser nach Frankreich reiste, wo er mit dem französischen König den Vertrag von Paris schloss. Am 31. März 1260 gehörte er zu den 100 Kronvasallen, die zu einer Ratsversammlung des Königs nach London berufen wurden, und am 16. September 1261 schwor er erneut dem König die Treue. Er folgte jedoch dem Beispiel zahlreicher anderer Barone aus Leicestershire und den Midlands und unterstützte ab Dezember 1261 Simon de Montfort, 6. Earl of Leicester, der zum Führer der Adelsopposition gegen den König geworden war.

## Rolle im Krieg der Barone
Im Mai 1263 bestellte ihn der König nach Worcester, wo er Seagrave zum Ritter schlagen wollte, anschließend sollte er an einem Feldzug nach Wales teilnehmen. Seagrave gehörte jedoch zu den jungen Baronen, die am 7. Juni 1263 Peter D’Aigueblanche, den Bischof von Hereford und einen der führenden Diplomaten des Königs, in seiner Kathedrale gefangen nahmen. Im Dezember 1263 gehörte Seagrave zu den Baronen, die schworen, den Schiedsspruch des französischen Königs über die Gültigkeit des Reformprogramms der Barone anzuerkennen. Als es jedoch im Frühjahr 1264 nach dem Mise of Amiens zum offenen Krieg der Barone gegen den König kam, gehörte Seagrave zu den Rebellen, die unter Führung von Simon de Montfort im April 1264 vergeblich Rochester Castle belagerten. Anschließend war er im Mai 1264 in der Schlacht von Lewes der Führer des Aufgebots der City of London, das von der Abteilung des Thronfolgers Lord Eduard in die Flucht geschlagen wurde. Die Schlacht endete jedoch mit einem klaren Sieg Montforts, der anschließend die Herrschaft in England übernahm. Vom 17. Juni 1264 bis zum 21. April 1265 war Seagrave Verwalter von Rockingham Castle sowie der königlichen Wälder zwischen Oxford und Stamford. Anfang 1265 nahm er an De Montfort’s Parliament teil. Als Anhänger Montforts kämpfte er im August 1265 in der Schlacht von Evesham, in der Montfort getötet und Seagrave gefangen genommen wurde. Für Heinrich III. war Seagrave ein Feind des Königs, den er enteignete. Seine Ländereien gab der König an seinen jüngeren Sohn Lord Edmund.
Trotz des klaren Sieg der königlichen Partei war der Krieg der Barone noch nicht beendet, denn die Rache des Königs und seiner Anhänger trieb die verbliebenen Rebellen dazu, ihren Kampf fortzusetzen. Ob Seagrave aus der Gefangenschaft flüchten konnte oder frei gelassen wurde, ist ungeklärt. Im September 1266 wurde ihm sicheres Geleit angeboten, um sich dem König zu unterwerfen, doch noch Anfang 1267 gehörte er zu den sogenannten Enterbten, der verbliebenen Rebellen, die verzweifelt um ihre Ländereien kämpften und sich auf die Isle of Ely zurückgezogen hatten. Es gibt Anzeichen, dass entweder Seagrave oder seine Mutter Amabilia, deren Mann Roger de Somery ein Parteigänger des Königs war, dafür verantwortlich waren, dass die verbliebenen Enterbten sich dem König unterwarfen. Seagrave selbst gehörte zu den Rebellen, die mit dem Earl of Gloucester im April 1267 London besetzt hielten und damit den König zum Einlenken zwangen. Im Sommer 1267 wurde ihm und den Enterbten in seiner Begleitung freies Geleit zugesagt, damit sie sich dem König unterwarfen konnten. Nach dem Dictum of Kenilworth war den Enterbten zugestanden worden, ihre Ländereien zurückzukaufen. Der Preis dafür war nun davon abhängig, wie stark sie an der Rebellion gegen den König beteiligt waren. Seagrave musste für den Rückkauf seiner beschlagnahmten Ländereien die fünffachen Jahreseinkünfte aus den Ländereien bezahlen, damit gehörte er zu den Rebellen, die am meisten bezahlen mussten. Erst nach seinem Tod 1295 wurde der letzte Teil seiner Schulden, die er an Lord Edmund zahlen musste, beglichen.

## Dienst für den König nach dem Krieg der Barone
Nachdem Seagrave am 1. Juli 1267 formal begnadigt worden war, trat er als Ritter in den königlichen Haushalt ein und gewann rasch wieder die Gunst des Königs. Vermutlich nahm er am Kreuzzug des Prinzen Eduard teil, wofür ihm der König im Mai 1270 vier Jahre lang Schutz gewährte, dazu wurde ihm im Januar 1271 zugesichert, für vier Jahre nicht an Gerichtsverhandlungen teilnehmen zu müssen. Stattdessen durfte er sich durch Anwälte vertreten lassen. 1277 und 1282 nahm er an den Feldzügen von König Eduard I. zur Eroberung von Wales teil. Im Juli 1287 nahm er an dem Militärrat ein, den Lord Edmund anlässlich des Aufstands des walisischen Lords Rhys ap Maredudd nach Gloucester einberufen hatte. 1283 und 1295 wurde Seagrave in die Parlamente berufen, weshalb er den Titel Baron Seagrave führte. 1285 begleitete er Eduard I. bei dessen Besuch in Frankreich. Im folgenden Jahr diente er vermutlich in Irland. Als Dank für seine Dienste konnte er am 18. Mai 1288 gegen die geringe Gebühr von 100 Mark die Verwaltung der Ländereien von William Ferrers erwerben. 1294 gehörte er zum englischen Heer, das einen erneuten walisischen Aufstand niederschlug, anschließend wurde er am 20. Juni 1294 zusammen mit Bischof Antony Bek von Durham, Erzbischof John de Sandford von Dublin und Hugh le Despenser zu einem der englischen Gesandten ernannt, um mit dem römisch-deutschen König Adolf von Nassau und mit dem Kölner Erzbischof Siegfried von Westerburg zu verhandeln. 1295 befehligte er das königliche Aufgebot aus Wales in dem Heer, mit dem Lord Edmund während des Französisch-Englischen Kriegs in die Gascogne zog.

## Familie und Nachkommen
Seagrave war mit Matilda verheiratet, die wahrscheinlich aus der Familie Lucy stammte. Mit ihr hatte er mindestens fünf Söhne und mindestens eine Tochter, darunter:
- John Seagrave, 2. Baron Seagrave (1256–1325)
- Nicholas Seagrave, 1. Baron Seagrave (of Barton Segrave and Stowe) († 1321)
- Gilbert Seagrave (vor 1258–1316), Bischof von London
- Henry Seagrave († um 1318)
- Eleanor de Segrave (1270–1314) ⚭ Alan la Zouche, 1. Baron la Zouche of Ashby

Er wurde in Chacombe Priory in Northamptonshire begraben. Sein Erbe wurde sein ältester Sohn John.